# Журнал Русского физико-химического общества
«Журнал Русского физико-химического общества» (ЖРФХО) — одно из старейших русских научных периодических изданий. Основан в 1869 в Санкт-Петербурге под названием «Журнал Русского химического общества». Первым редактором журнала был Н. А. Меншуткин (до 1901 года). Журнал выходил 9 раз в год (ежемесячно, кроме летних месяцев).
С 1873 года в ЖРХО были выделены два раздела — «часть химическая» и «часть физическая»; название было изменено на «Журнал Русского химического общества и Физического общества». После объединения обоих обществ в 1878 году в Русское физико-химическое общество журнал переименован в «Журнал Русского физико-химического общества», состоящий из двух частей — химической (ЖРХО) и физической (ЖРФО; редактор — Д. К. Бобылёв). С 1879 года периодичность издания составляла 10 номеров в год. Раздел ЖРФО, печатавший обзорные статьи, в 1907—1918 годах выходил в виде приложения под названием «Вопросы физики» (с отдельной подпиской).
Редакторами физической части журнала были: Д. К. Бобылёв (1872—1874), И. И. Боргман (1875—1901), Н. А. Гезехус (1902—1903, 1912—1918), Н. А. Булгаков (1905), В. К. Лебединский (1905—1910), Ф. Я. Капустин (1911), Н. Н. Георгиевский (1918—1923), А. Ф. Иоффе (1924—1930). Одним из членов-учредителей ЖРФХО являлся К. Д. Краевич.
Химическую часть редактировал (после отказа Н. А. Меншуткина) с 1901 года А. Е. Фаворский (до 1930 года).
«Журнал Русского Физико-Химического общества» был одним из самых авторитетных российских научных журналов в области химии и физики. В ЖРХО в марте 1869 года была опубликована работа Д. И. Менделеева «Соотношение свойств с атомным весом элементов», в которой сообщалось об открытии периодического закона химических элементов.
В 1930 году Русское физико-химическое общество было упразднено, а его журнал перешёл в ведение Академии наук. В 1931 году преемниками ЖРФХО стали Журнал общей химии и Журнал экспериментальной и теоретической физики.